# Yokmok
Yokmok – polski film fabularny, gatunek filmu psychologicznego z 1963 roku, w reżyserii Stanisława Możdżeńskiego, do którego scenariusz napisał Zdzisław Skowroński, na podstawie opowiadania Tadeusza Brezy pt. Jokkmokk.

## Fabuła
Historia byłego oficera marynarki, który po wojnie szukając spokoju, zataja swą przeszłość, budząc nieufność nowej władzy i narażając się na podejrzenia organów bezpieczeństwa. Dopiero w sytuacji zagrożenia podczas budowy portowego falochronu, ujawnia swą prawdziwą wartość jako uczciwy człowiek i prawy obywatel. Miejscowi przedstawiciele władzy są wobec niego nieufni, zrozumienie znajduje tylko u kapitana portu, który ceni w nim dobrego fachowca, oraz u sieroty Pietrka, z którym mieszka w zniszczonym żaglowcu "Yokmok". Klimecki chce doprowadzić statek do stanu używalności. Poświęci go jednak, gdy fale zagrożą zniszczeniem budowanego falochronu.

## Obsada
- Emil Karewicz – Andrzej Klimecki vel Garlicki
- Bogdan Baer – kapitan portu
- Barbara Modelska – barmanka
- Beata Tyszkiewicz – nauczycielka Małgorzata
- Krystyna Feldman – gospodyni kapitana portu
- Andrzej Konic – Szyszka, szef Urzędu Morskiego w Szczecinie
- Stanisław Mikulski – porucznik UB
- Czesław Lasota – pracownik UB
- Bogusław Sochnacki – radiotelegrafista
- Leon Niemczyk – organizator przerzutów
- Marian Łącz – jego wspólnik
- Michał Szewczyk – szef bandy
- Tadeusz Morawski – członek bandy
- Zbigniew Geiger – członek bandy
- Andrzej Jurczak – członek bandy
- Wojciech Rajewski – majster Kalita
- Piotr Możdżeński – Piotrek

## Plenery
- Słupsk, Ustka.